# ケオリス・ダウナー
ケオリス・ダウナー（英語: Keolis Downer）は、オーストラリアに本社を置く、各地の都市で路面電車やバスなどの運営を実施する民間の公共交通事業者である。

## 概要
フランス国鉄も資本参加を行うフランスの公共交通運営企業のケオリスと、鉄道車両の製造・改造や鉄道インフラの管理を行うオーストラリアの企業であるダウナー・レールの合弁企業として2009年に設立された、公共交通機関の運営を実施する民間事業者。発足した同年にメルボルンの路面電車（ヤラトラム）の運営権を獲得して以降、2020年現在までオーストラリア国内で多数の路面電車やバス等の運営を担当しており、その規模はオーストラリアの公共交通運営企業の中で最大となっている。そのうちバス事業に関しては、2015年にオーストラリアン・トランジット・エンタープライズ（Australian Transit Enterprises）を買収する形で参入しており、その路線網や車両数は世界の公共交通運営企業の中でも非常に大きい。
本社はシドニーに位置しており、2014年には同都市を運行するシドニー・ライトレールの運営権を獲得すべく各国の企業とコンソーシアム「iLinQ」を組んだが入札で落選したため、2020年時点でシドニーの公共交通機関の運営には携わっていない。

## 運営事業
| 都市                | 子会社・ブランド名             | 種類                    | 備考・参考                                         |
| ------------------- | ------------------------------ | ----------------------- | -------------------------------------------------- |
| メルボルン          | ヤラトラム                     | 路面電車 (ライトレール) | 詳細は「メルボルン市電」を参照                     |
| ニューカッスル      | ニューカッスル・トランスポート | 路面電車 (ライトレール) | 詳細は「ニューカッスル・ライトレール」を参照       |
| ニューカッスル      | ニューカッスル・トランスポート | バス                    | [ 8 ]                                              |
| ニューカッスル      | ニューカッスル・トランスポート | フェリー                | [ 8 ]                                              |
| ゴールドコースト    | G:link                         | 路面電車 (ライトレール) | [ 7 ]                                              |
| ブリスベン          | ホーニーブルック・バス         | バス                    | [ 9 ]                                              |
| アデレード          | サウスリンク                   | バス                    | 路線バス事業を展開                                 |
| アデレード          | リンクSA                       | バス                    | 貸切バス、スクールバス、サファリバス等の事業を運営 |
| パース カルグーリー | パス・トランジット             | バス                    | パース空港へのリムジンバスも運行                   |

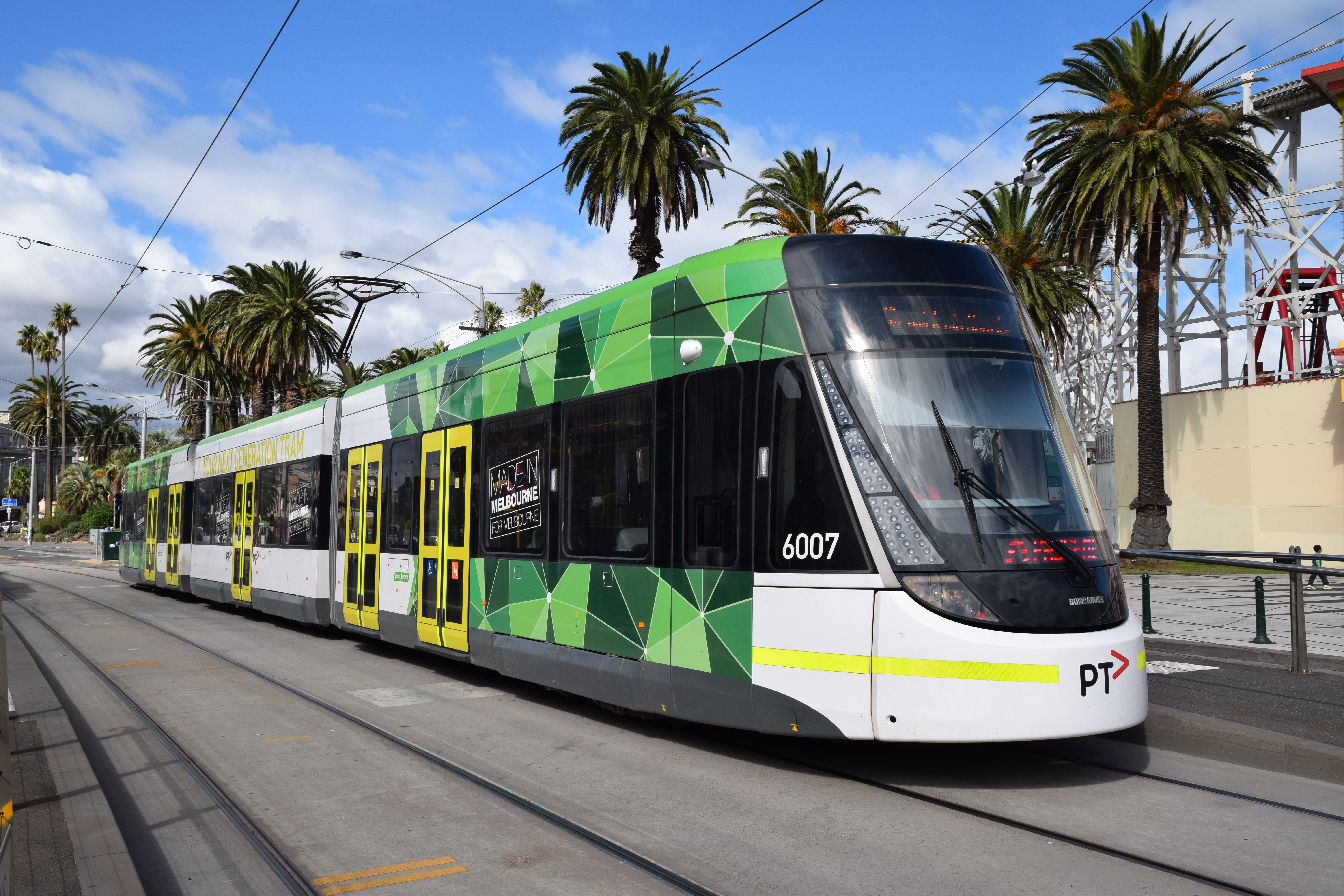
ヤラトラム
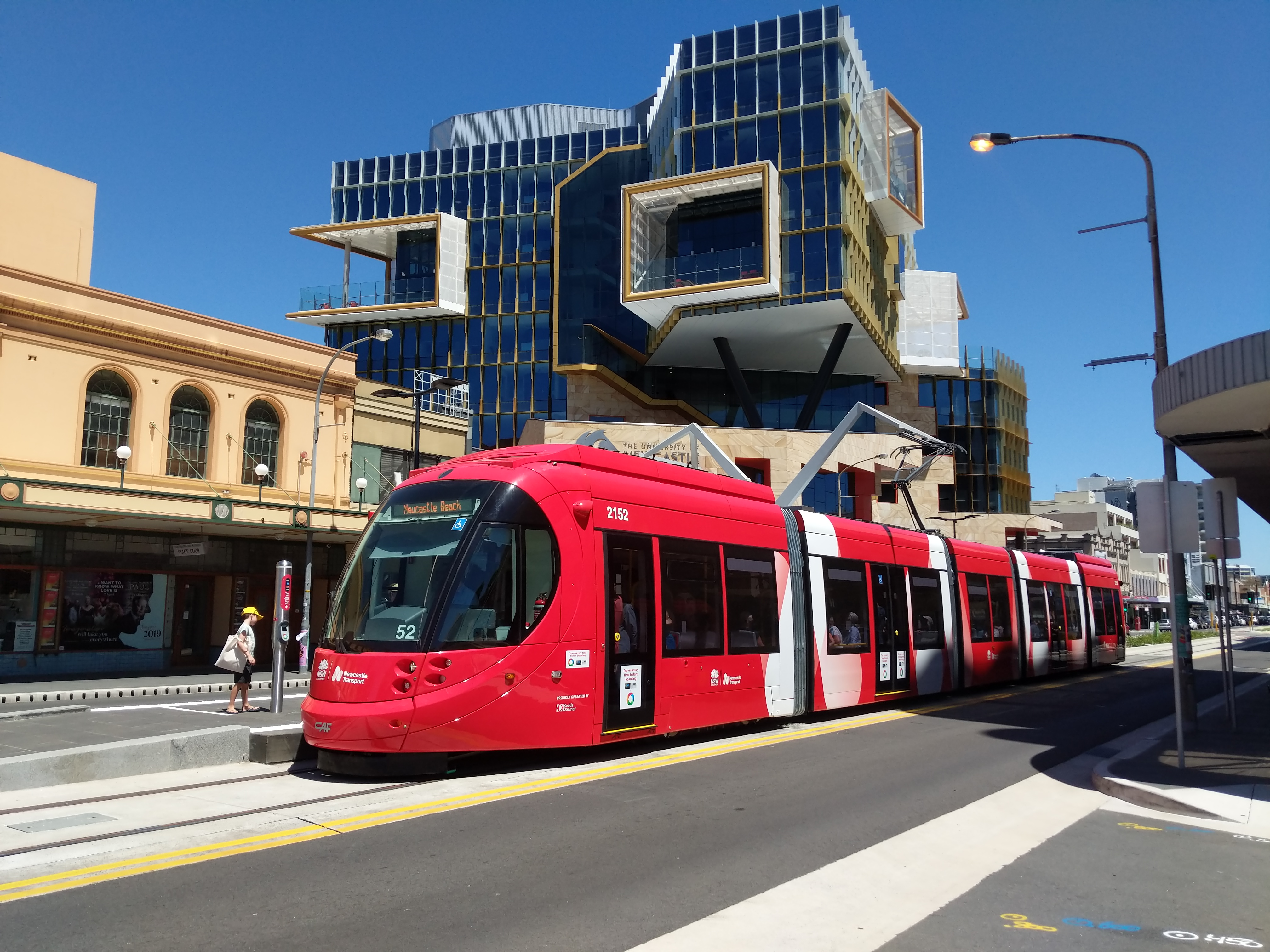
ニューカッスル・トランスポート （ライトレール）
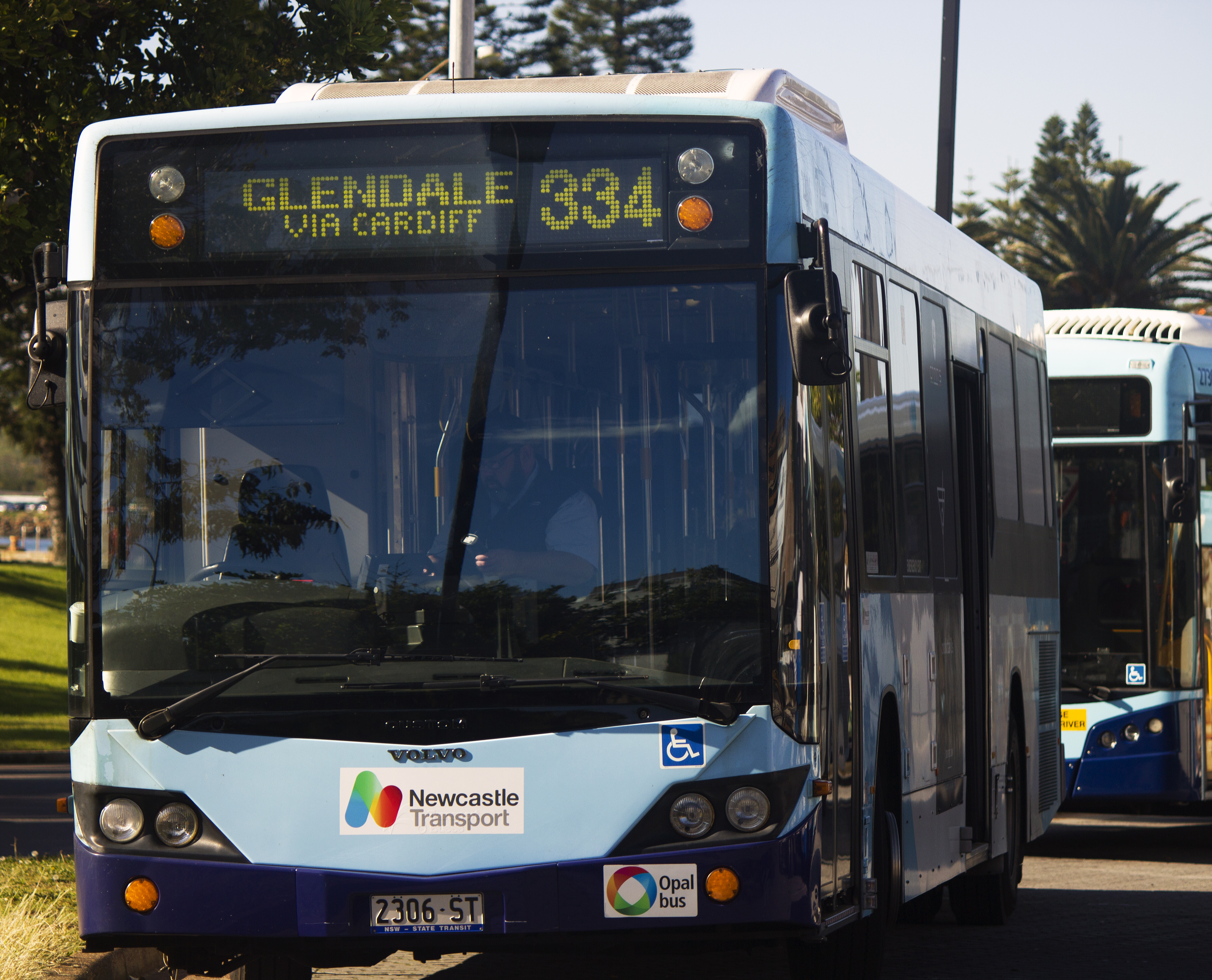
ニューカッスル・トランスポート （路線バス）
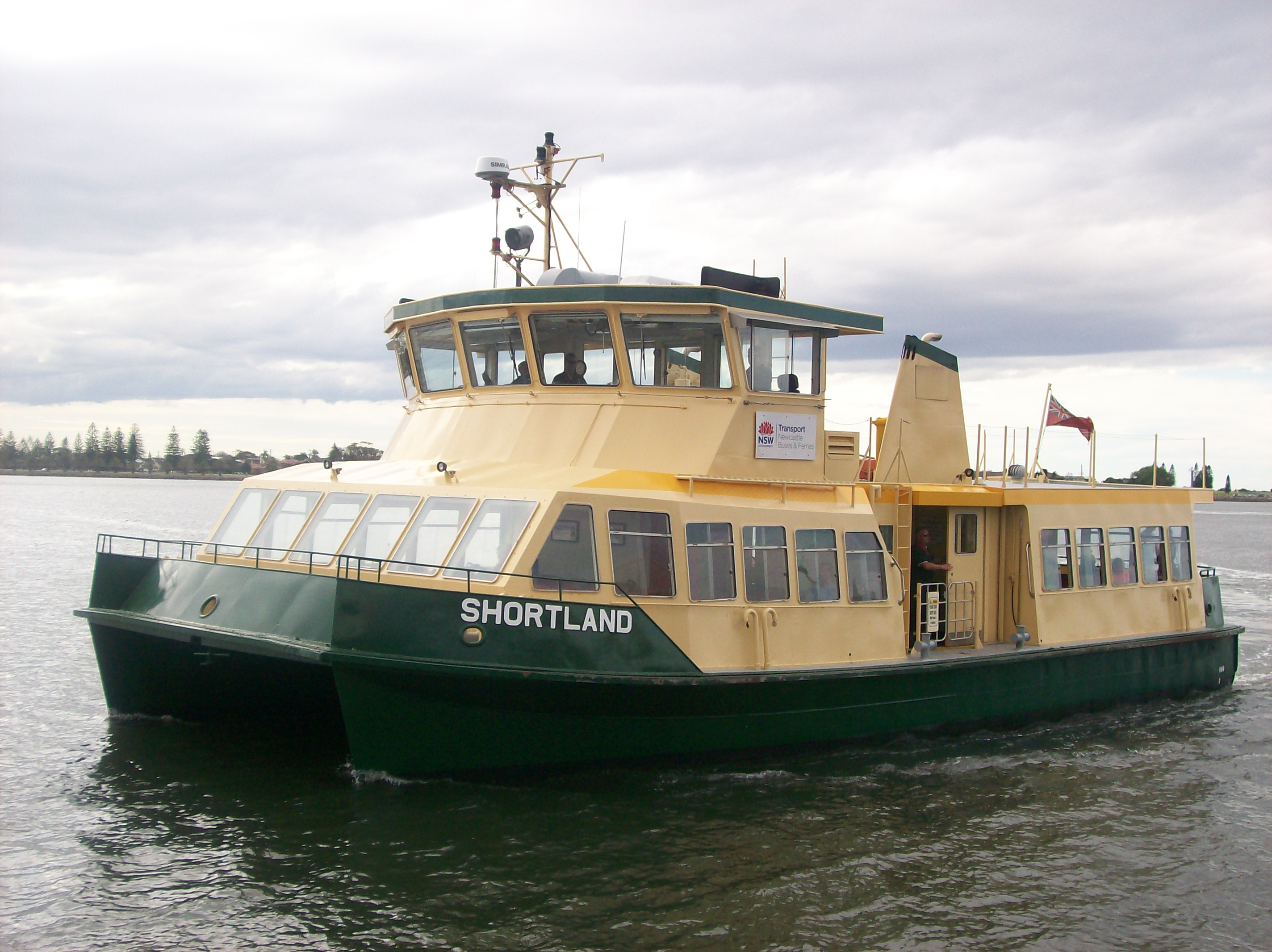
ニューカッスル・トランスポート （フェリー）
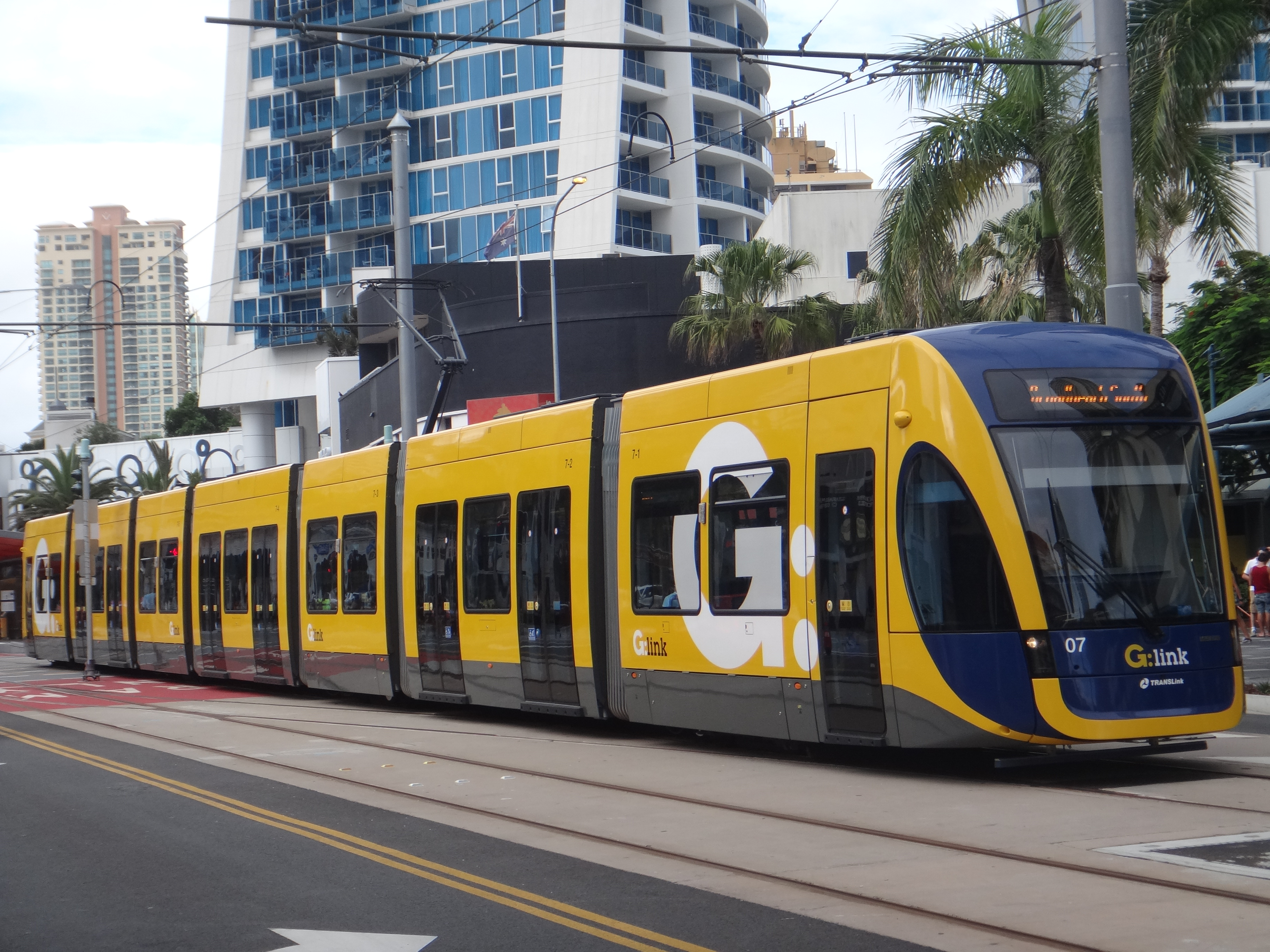
G:link
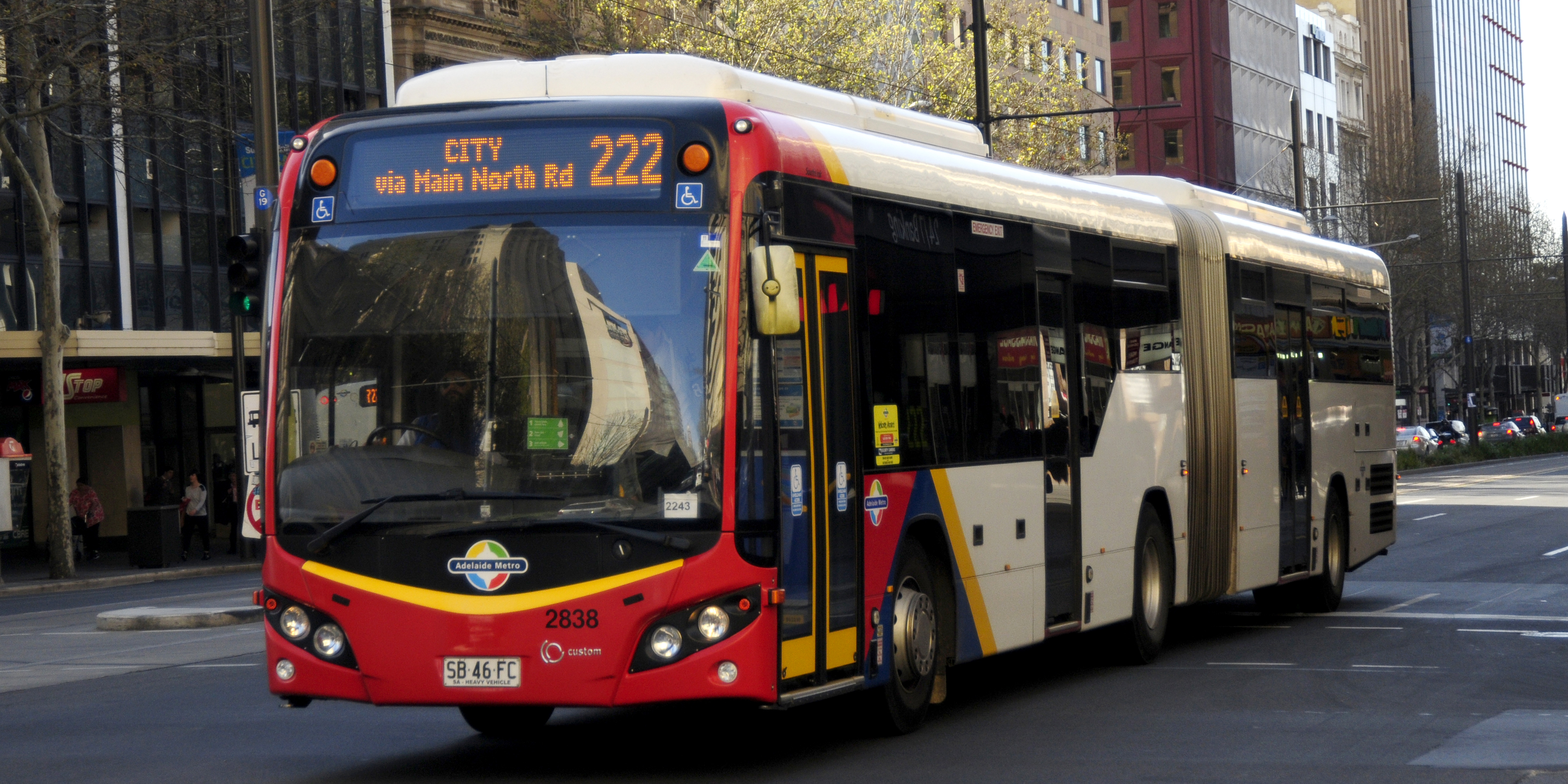
サウスリンク
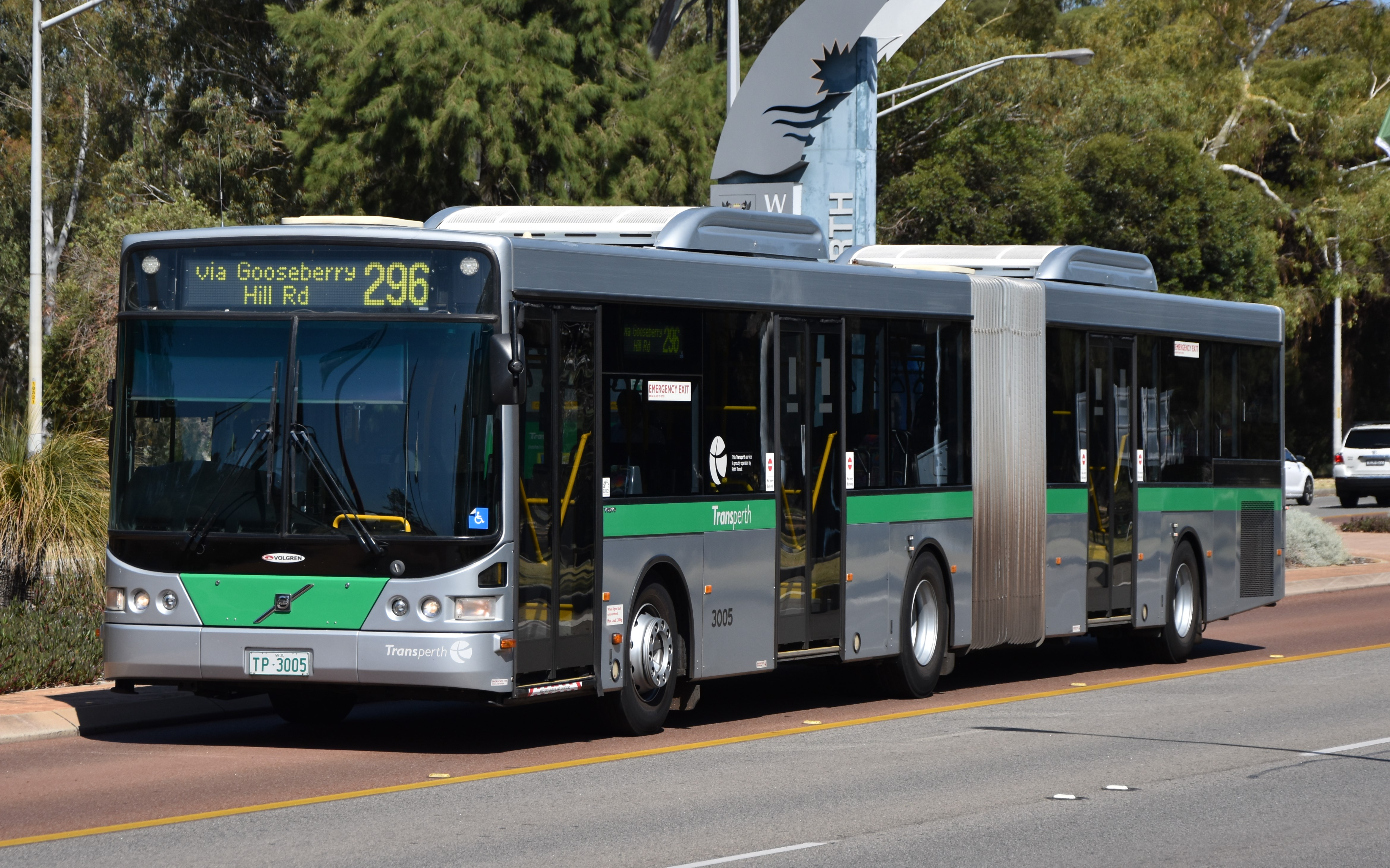
パス・トランジット